# Thénac (Dordogne)
Thénac ist eine französische Gemeinde mit 443 Einwohnern (Stand 1. Januar 2022) im Département Dordogne in der Region Nouvelle-Aquitaine (vor 2016: Aquitanien). Sie gehört zum Arrondissement Bergerac und zum Kanton Sud-Bergeracois.
Der Name in der okzitanischen Sprache lautet Tenac und ist auf ein Landgut zurückzuführen, das in gallorömischer Zeit einem „Attenus“ gehörte.
Die Einwohner werden Thénacais und Thénacaises genannt.

## Geographie
Thénac liegt ca. 16 km südwestlich von Bergerac im Gebiet Bergeracois der historischen Provinz Périgord an der südlichen Grenze zum benachbarten Département Lot-et-Garonne.
Umgeben wird Thénac von den fünf Nachbargemeinden:
|                                | Monestier                                   | Cunèges              |
| Loubès-Bernac (Lot-et-Garonne) | Kompassrose, die auf Nachbargemeinden zeigt | Sigoulès-et-Flaugeac |
|                                | Saint-Julien-Innocence-Eulalie              |                      |

Thénac liegt in den Einzugsgebieten der Flüsse Dordogne und Garonne.
Der Seignal, im Oberlauf auch Ruisseau du Bernadou genannt, ist ein Nebenfluss der Dordogne und bildet zu einem großen Teil die natürliche Grenze zur westlichen Nachbargemeinde Loubès-Bernac.
Der Ruisseau du Vacher ist ein Nebenfluss der Gardonnette. Er entspringt in Thénac ebenso wie seine Nebenflüsse,
- der Besageou,
- der Ruisseau de Monbos,
- der Ruisseau de la Linière und
- der Merlan.

Der Ruisseau du Touron, im Unterlauf auch Ruisseau les Rivailles genannt, ist ein Nebenfluss des Escourou und liegt im Einzugsgebiet der Garonne. Er entspringt in Thénac ebenso wie sein Nebenfluss, die Rivaille.

## Geschichte

### Die Bastide und Burg von Puyguilhem

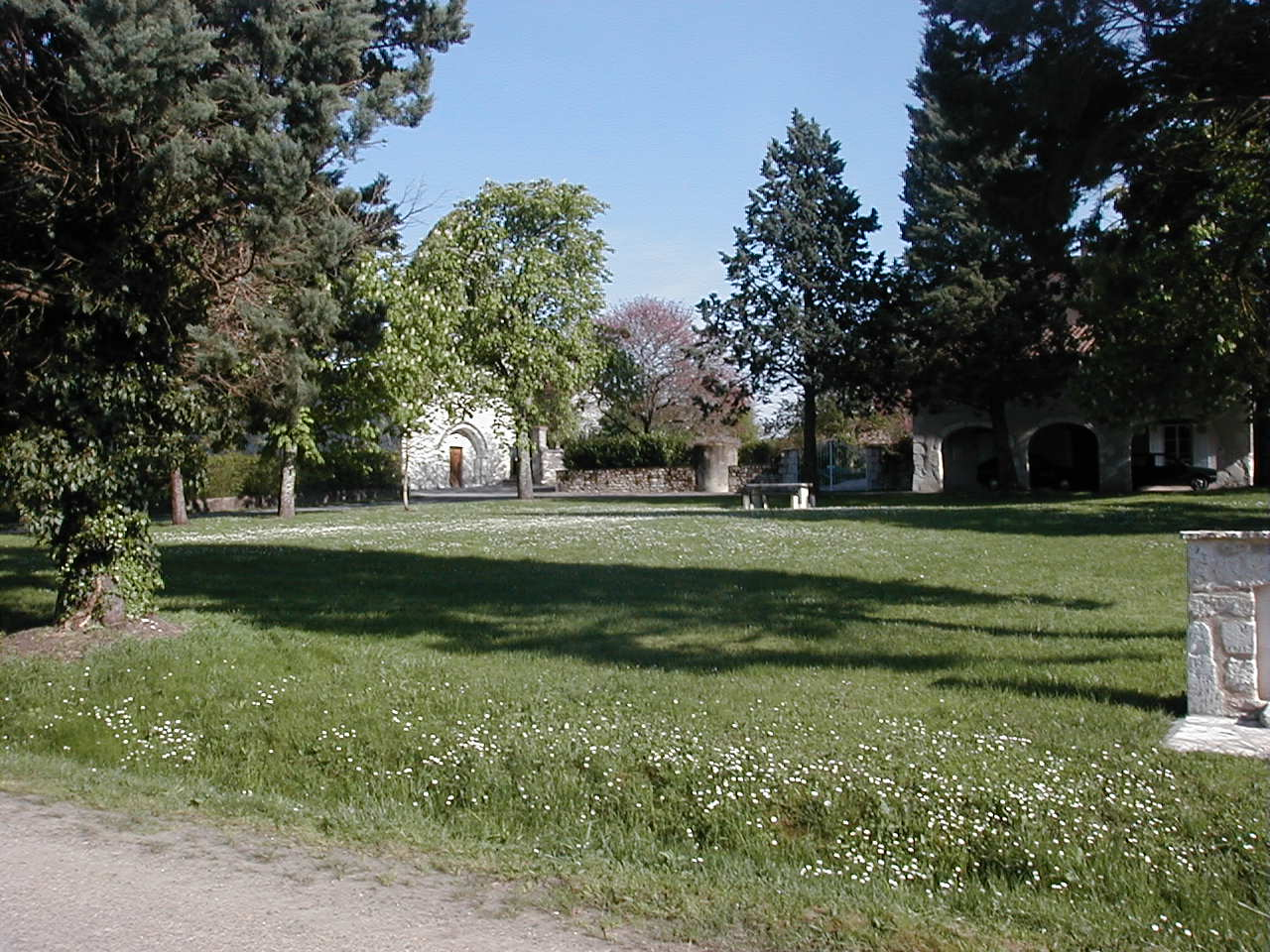
Platz der ehemaligen Bastide Puyguilhem, in Monestier

Puyguilhem bedeutet in Okzitanisch «Hügel des Guillaume».
Seit dem Mittelalter existiert auf dem Gebiet dieser Ortschaft des Périgord pourpre (Region um Bergerac) eine Burg, gegründet von Comte Guilhem, einem Zeitgenossen Karls des Großen. Auch die Gemeinde Rouffignac gehörte zur Kastellanei von Puyguilhem. Am 15. März 1265 übertrugen die drei Coseigneurs – Hugo von Puychagut, Grimard de Picon und Hélie de Saint-Michel – ihre Rechte an der Festung und der Grundherrschaft Puyguilhem an den König Heinrich III. (England). Im Gegenzug sollte eine Bastide in ihrem Gerichtsbezirk auf dem Areal vor der Festung (und des benachbarten Ortes Monestier) errichtet werden, mit deren Gründung Jean I. de Grailly betraut wurde und die den Namen Sainte-Eulalie-de-Puyguilhem trug. Die Burg wurde nach 1265 durch Bertrand de Panisseau erneuert.
Puyguilhem erlebte bewegte Zeiten im 14. Jahrhundert und während des Hundertjährigen Kriegs, verlor aber dadurch an Bedeutung. Die Burg wurde um 1339 von Pierre de la Paine, dem Seneschall von Toulouse belagert, wobei erstmals in der Region Schießpulver für die Belagerungs-Artillerie zum Einsatz kam. Da die Burg Puyguilhem nun von französischen Truppen erobert war, wurde auch die Errichtung der Bastide nie ganz vollendet. Ihre Anfänge fielen der Zerstörung durch die siegreichen Truppen anheim (die Grundrisse der Häuser der geplanten Siedlung sind noch im Katasterplan der Gemeinde von 1835 erkennbar).
Im 17. Jahrhundert stand die Burg im Besitz von Antonin Nompar de Caumont, Herzog von Lauzun, der sich am Hofe in Versailles, unter anderem mit dem Titel Marquis de Peguilhin, französisierend für Puyguilhem, bezeichnen ließ.
In dieser Zeit erfolgten auch Umbauten und Erweiterungen der Burganlage zu einem Schloss im Stil der Zeit, die noch heute bestehen.
Gemäß einem Vertrag vom 6. August 1777 verkaufte Larrard, Erwerber der Markgrafschaft Puyguilhem, die Gerichtsbarkeit aller Ebenen sowie alle feudalen Rechte an Gabriel de Brugière, der auf Schloss La Tour in Monestier residierte. Das Château de Puyguilhem wurde im 20. Jahrhundert baulich erweitert und ist heute in Privatbesitz.

### Zusammenschluss der Gemeinden
Am 1. Januar 1973 schlossen sich die Gemeinden Monbos und Puyguilhem der Gemeinde Thénac an, wobei die früheren Gemeinden den Status von Communes associées erhielten. Am 1. Januar 2011 wurde der Zusammenschluss in die Form einer einfachen Fusion umgewandelt.

## Wappen

Wappen von Thénac

Das Wappen wurde im Jahr 1996 entwickelt. Feld 1 und Feld 4 der Vierung wird durch das Wappen der Familie Alba belegt und repräsentiert Thénac. Die Belegung von zwei der vier Felder zeigt an, dass sich die Mairie der Gemeinde im Thénac befindet. Feld zwei ist mit dem Wappen der Familie Caumont de Lauzun belegt und repräsentiert Puyguilhem. Feld 3 zeigt die Schlüssel des Apostels Petrus und steht für Monbos.

## Einwohnerentwicklung
Nach Beginn der Aufzeichnungen stieg die Einwohnerzahl bis zur ersten Hälfte des 19. Jahrhunderts auf einen ersten Höchststand von rund 485. In der Folgezeit sank die Größe der Gemeinde bei kurzen Erholungsphasen bis zu den 1960er Jahren auf rund 230 Einwohner. Die Fusion mit Monbos und Puyguilhem brachte einen kurzzeitigen Anstieg der Einwohnerzahl auf rund 380 Einwohner, die bis zu Beginn der 1990er Jahre auf 300 zurückfiel, bevor eine Phase mit einem zeitweise kräftigen Wachstum einsetzte, die bis heute anhält.
| Jahr      | 1962 | 1968 | 1975 | 1982 | 1990 | 1999 | 2006 | 2011 | 2022 |
| --------- | ---- | ---- | ---- | ---- | ---- | ---- | ---- | ---- | ---- |
| Einwohner | 285  | 232  | 379  | 314  | 300  | 341  | 371  | 372  | 443  |

## Sehenswürdigkeiten
- Priorat in Monbos aus dem 12. Jahrhundert, als Monument historique eingeschrieben
- Burg von Puyguilhem aus dem 16. Jahrhundert, in Teilen als Monument historique eingeschrieben
- Schloss Panisseau aus dem 17. Jahrhundert
- Plum Village, ein buddhistisches Meditationszentrum, verteilt auf drei Weiler auf den Gebieten der Gemeinden Thénac, Dieulivol und Loubès-Bernac

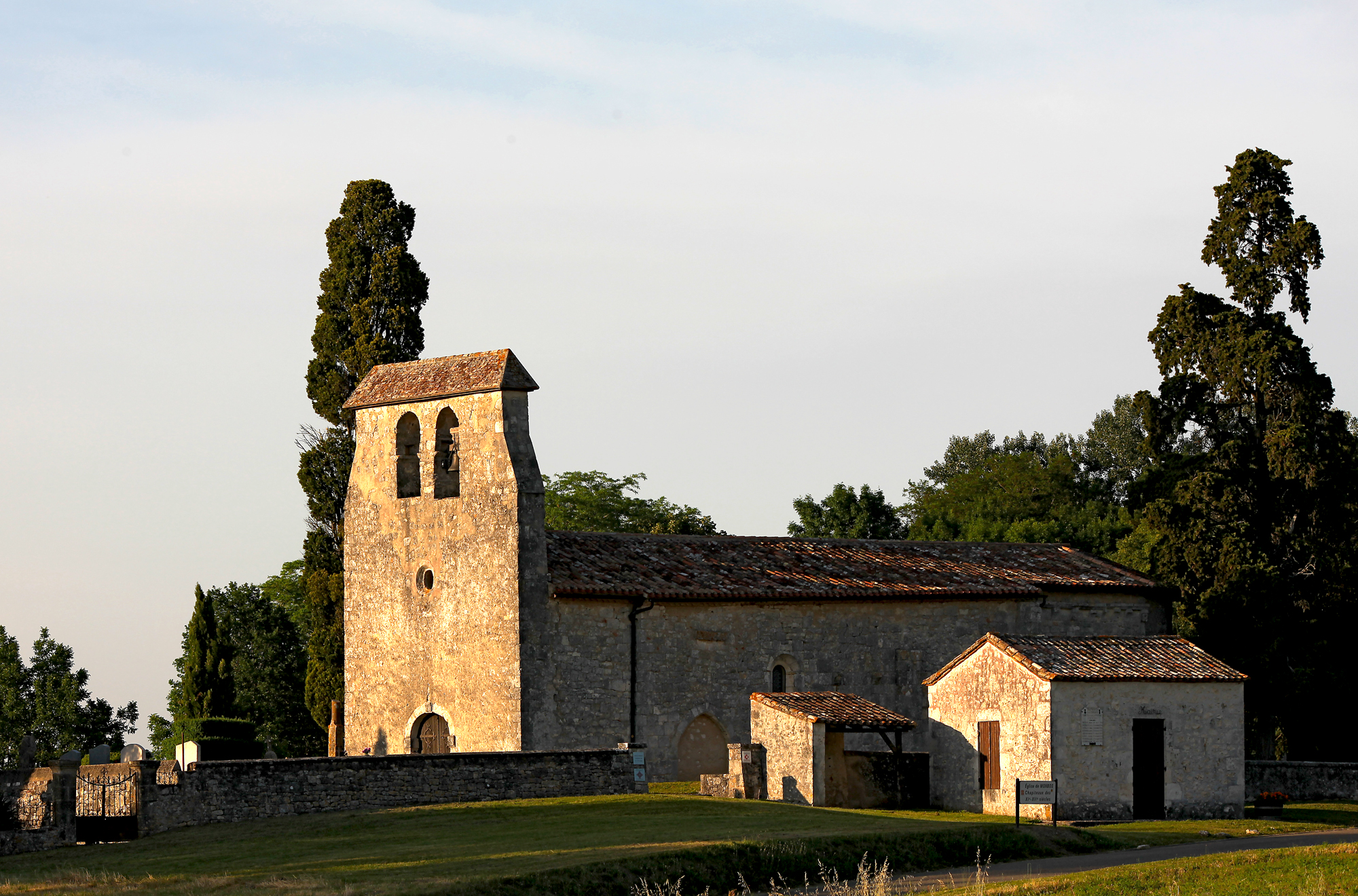
Priorat von Monbos
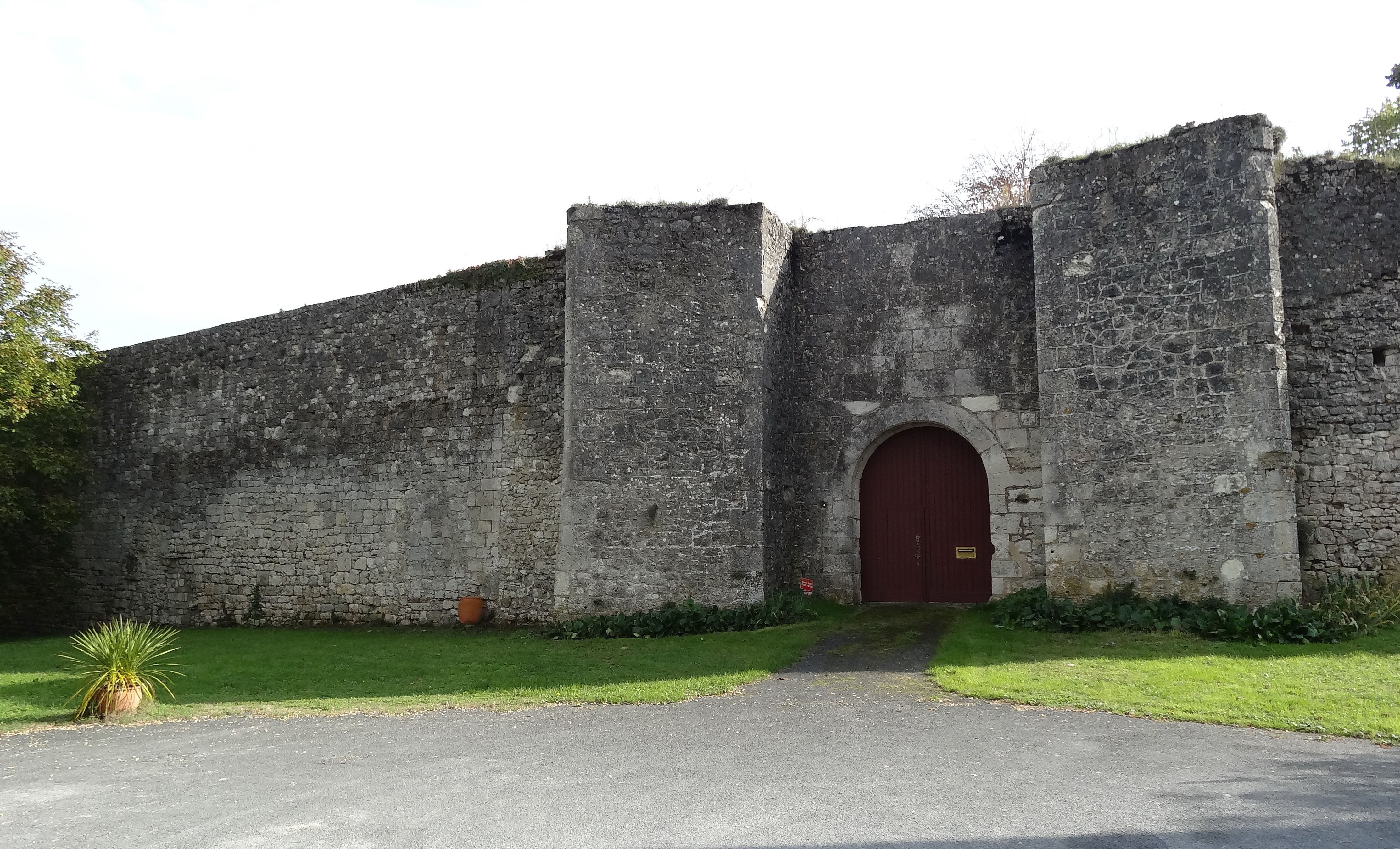
Burg von Puyguilhem
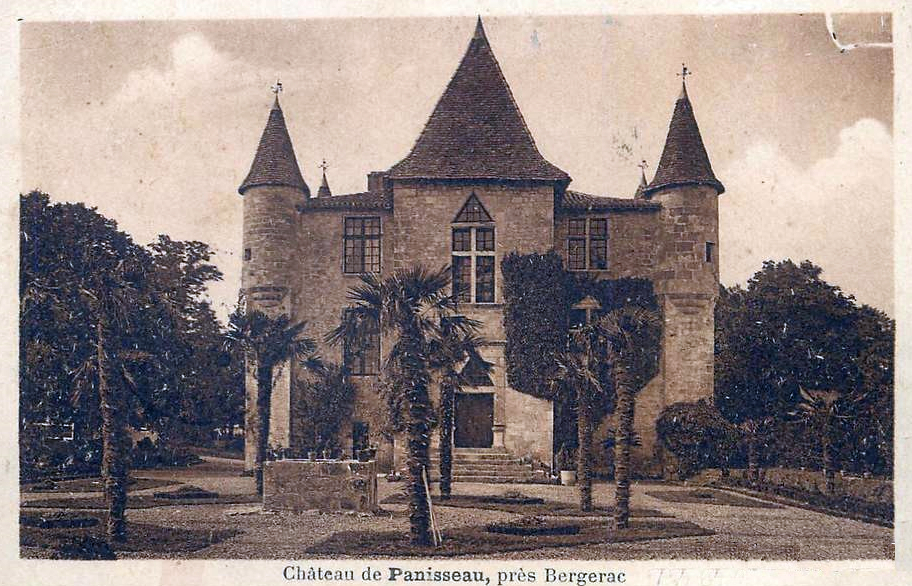
Schloss Panisseau
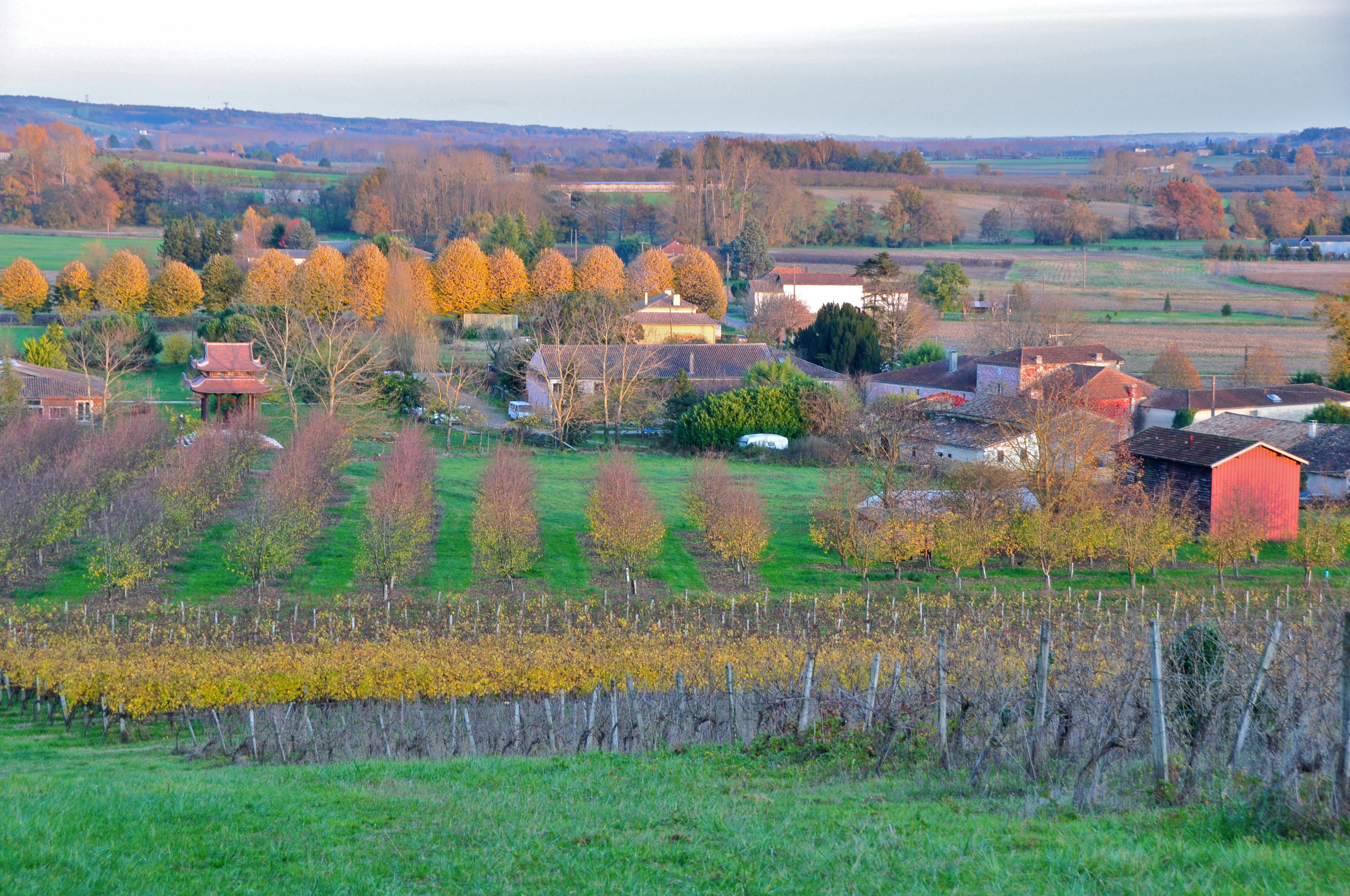
Plum Village

## Wirtschaft und Infrastruktur
Thénac liegt in den Zonen AOC des Bergerac mit den Appellationen Bergerac (blanc, rosé, rouge) und Côtes de Bergerac (blanc, rouge).

### Verkehr
Thénac ist erreichbar über die Routes départementales 16, 17 und 18 (244 des Départements Lot-et-Garonne).